# خوسيه دومينغو غوميز روجاس
خوسيه دومينغو غوميز روجاس (بالإسبانية: José Domingo Gómez Rojas)‏ هو كاتب وشاعر تشيلي، ولد في 4 أغسطس 1896 في سانتياغو في تشيلي، وتوفي في 29 سبتمبر 1920.